# Villa Francia
Villa Francia is een plaats in het Argentijnse bestuurlijke gebied General Pinto in de provincie Buenos Aires. De plaats telt 1.150 inwoners.